# Казанский, Василий Иванович
Василий Иванович Казанский (30 мая (11 июня) 1896 — 7 июля 1986) — русский советский писатель, поэт, переводчик, кинолог, член Союза писателей СССР. Псевдоним — В. Заозёрский.

## Биография
Родился 30 мая (11 июня) 1896 года в Москве в семье преподавателя. В 1914 году окончил гимназию и поступил на естественный факультет Московского университета, однако учёба была прервана начавшейся Первой мировой войной. Как вольноопределяющийся, был зачислен в полковую конноартиллерийскую бригаду на фронт, где его застали Февральская и Октябрьская революции. Зимой 1918 года вернулся в Москву.
Образование продолжил в Петроградском лесном институте. Во время учёбы более чем на год был мобилизован в составе группы студентов-лесоустроителей на Валдай для лесоразработок. Получив, как будущий специалист лесного хозяйства, неплохую практику, летом 1920 года Казанский был возвращён в институт, по окончании которого в 1922 году более тридцати лет работал в различных уголках Советского Союза — в Западной Сибири, Белоруссии и на Севере, — участвуя в экспедициях по лесоустройству.
Первая его статья «Охотничьи промыслы Валдайского уезда Новгородской области» была напечатана в 1923 году в третьем номере журнала «Охотничье дело» и посвящена полюбившимся в студенческие годы тверским и новгородским краям.
Известность к автору пришла в 1957 году после выхода в свет романа в стихах «Сквозь грозы». Работа над ним началась ещё в 1936 году, под первоначальным названием «Старов» произведение было представлено в секцию поэзии Союза писателей СССР в 1953 году.

Когда я дорвался до этого романа, я пришёл в восторг от него, от живого потока жизни и истории, отображённого в нём, от языка автора, от самой натуры человека, цельной и глубокой…— М. Д. Львов
В 1958 году Василий Казанский был принят в Союз писателей СССР. Выйдя на пенсию, стал уделять больше времени литераторству, выставкам и полевым испытаниям охотничьих собак. Его стихи печатались в газетах и журналах («Лесная промышленность», «Охота и охотничье хозяйство»), на страницах альманахов «Охотничьи просторы», «Рыболов-спортсмен», «На суше и на море», в сборнике «День поэзии», а также выходили отдельными изданиями, в их числе «Утренник», «В конце зимы», «Мой друг». Кроме того, он переводил стихи с хакасского, мордовского, башкирского, якутского языков.
Вечер и ясный, и тёплый, и тихий,

Пахнущий прелой листвою и мхом.

Крик журавлей на болоте глухом

Трубный, и нежный, и грустный, и дикий.
Как прозаик Казанский стал автором множества рассказов, посвящённых преимущественно природе новгородской и тверской земли, они отличались правдивостью изложения, глубоким пониманием охоты, чистым простым литературным языком устного рассказчика и чёткими характеристиками героев. Их большая часть вошла в сборники «Из моих летописей», «Наследство», «Лесные рассказы», «Лесные дороги». Будучи страстным охотником, любителем и знатоком гончих и борзых собак, не ограничиваясь беллетристикой, написал несколько научно-популярных книг на охотничью тематику — «Охота с борзой», «Гончая и охота с ней» и «Борзые». Все они содержат подробные описания охотничьих эпизодов, включая те, в которых участвовал сам автор.
На протяжении долгих лет был судьёй и экспертом по гончим и борзым на представительных выставках собак охотничьих пород. В октябре 1962 года был приглашён в качестве консультанта на съёмки художественного фильма «Война и мир» режиссёра Сергея Бондарчука, где помог экранизировать один из эпизодов картины — сцену псовой охоты графа Ростова на волка.
Умер 7 июля 1986 года в Москве, спустя месяц после 90-летнего юбилея.